# کایتو یاماموتو
کایتو یاماموتو (انگلیسی: Kaito Yamamoto؛ زادهٔ ۱۰ ژوئیهٔ ۱۹۸۵) بازیکن فوتبال اهل ژاپن است.
از باشگاه‌هایی که در آن بازی کرده‌است می‌توان به باشگاه فوتبال ویسل کوبه و باشگاه فوتبال شیمیزو اس-پالس اشاره کرد.